# Guyana aux Jeux du Commonwealth
Le Guyana participe aux Jeux du Commonwealth depuis les premiers Jeux en 1930 au Canada. Colonie britannique sous le nom de Guyane britannique jusqu'en 1966, puis État indépendant membre du Commonwealth des Nations, le Guyana est l'un des onze pays à prendre part aux premiers Jeux en 1930. Représenté par sept athlètes, il y remporte ses deux premières médailles : l'argent en saut en hauteur, et le bronze en aviron. À l'exception des Jeux de 1950, de 1974 et de 1986 (boycottant ceux de 1986), les Guyaniens ont pris part à toutes les éditions des Jeux. Malgré des délégations de petite taille, ils y ont presque toujours remporté au moins une médaille. Ils totalisent à ce jour quinze médailles : trois d'or, six d'argent et six de bronze.

## Médailles
Résultats par Jeux :
| Année | Médaille d'or | Médaille d'argent | Médaille de bronze | Total   |
| ----- | ------------- | ----------------- | ------------------ | ------- |
| 1930  | 0             | 1                 | 1                  | 2       |
| 1934  | 1             | 0                 | 0                  | 1       |
| 1938  | 0             | 1                 | 0                  | 1       |
| 1950  | absents       | absents           | absents            | absents |
| 1954  | 0             | 0                 | 1                  | 1       |
| 1958  | 0             | 1                 | 0                  | 1       |
| 1962  | 0             | 0                 | 1                  | 1       |
| 1966  | 0             | 1                 | 0                  | 1       |
| 1970  | 0             | 0                 | 1                  | 1       |
| 1974  | absents       | absents           | absents            | absents |
| 1978  | 1             | 1                 | 1                  | 1       |
| 1982  | 0             | 0                 | 0                  | 0       |
| 1986  | absents       | absents           | absents            | absents |
| 1990  | 0             | 0                 | 1                  | 1       |
| 1994  | 0             | 0                 | 0                  | 0       |
| 1998  | 0             | 0                 | 0                  | 0       |
| 2002  | 1             | 0                 | 0                  | 1       |
| 2006  | 0             | 0                 | 0                  | 0       |
| 2010  | 0             | 1                 | 0                  | 1       |
| 2014  | 0             | 0                 | 0                  | 0       |
| Total | 3             | 6                 | 6                  | 15      |

Médaillés guyaniens :
| Nom                                                       | Jeux | Médaille           | Discipline    | Épreuves                 | Résultat                |
| --------------------------------------------------------- | ---- | ------------------ | ------------- | ------------------------ | ----------------------- |
| Philip Edwards                                            | 1934 | Médaille d'or      | Athlétisme    | 880 yard hommes          | 1 min 52 s 4            |
| Winfield Braithwaite                                      | 1978 | Médaille d'or      | Boxe          | - de 63,5 kg hommes      | bat James Douglas (SCO) |
| Aliann Pompey                                             | 2002 | Médaille d'or      | Athlétisme    | 400 mètres femmes        | 51 s 63                 |
| Colin Gordon                                              | 1930 | Médaille d'argent  | Athlétisme    | Saut en hauteur hommes   | 1,88 mètre              |
| Walter Spence                                             | 1938 | Médaille d'argent  | Natation      | Brasse 220 yard hommes   | 3 min 00 s 5            |
| R. McArthur                                               | 1958 | Médaille d'argent  | Haltérophilie | Combiné 75 kg hommes     | 795 livres              |
| M. Dias                                                   | 1966 | Médaille d'argent  | Haltérophilie | Combiné 56 kg hommes     | 677,5 livres            |
| James Gilkes                                              | 1978 | Médaille d'argent  | Athlétisme    | 200 mètres hommes        | 20 s 18                 |
| Aliann Pompey                                             | 2010 | Médaille d'argent  | Athlétisme    | 400 mètres femmes        | 51 s 65                 |
| E.M. Gonsales F.O. Comes J. Jardin J.L. Mathews P. Bagley | 1930 | Médaille de bronze | Aviron        | Épreuve à quatre, hommes |                         |
| J.A. Park                                                 | 1954 | Médaille de bronze | Haltérophilie | Combiné 75 kg hommes     | 745 livres              |
| M. Dias                                                   | 1962 | Médaille de bronze | Haltérophilie | Combiné 56 kg hommes     | 675 livres              |
| C. Atherly                                                | 1970 | Médaille de bronze | Boxe          | - de 54 kg hommes        |                         |
| June Griffith                                             | 1978 | Médaille de bronze | Athlétisme    | Saut en longueur femmes  | 6,52 mètres             |
| Wesley Christmas                                          | 1990 | Médaille de bronze | Boxe          | - de 54 kg hommes        |                         |